# Raqia Hassan
Raqia Hassan (al-Raqqa, 1985 – al-Raqqa, 2015) è stata un'attivista e giornalista siriana.

## Biografia
Raqia, appartenente alla minoranza curda, aveva frequentato l'Università di Aleppo dove studiava Filosofia per poi ritornare a al-Raqqa sua città natale.
Raqia aveva preso parte alle proteste contro il governo di Bashar al-Assad, ma con l'inizio della guerra civile siriana ad al-Raqqa, dopo un lungo assedio le Forze armate siriane furono sconfitte dallo Stato Islamico che occupò la città. Raqia non aveva lasciato la città per non abbandonare i propri familiari e per poter raccontare la vita dei civili sotto gli jihadisti.
Sui social network dove utilizzava lo pseudonimo di "Nissan Ibrahim" continuava a raccontare le violenze che giornalmente subivano i civili, i bombardamenti della Coalizione Internazionale e i suoi dubbi sull'attività dell'Esercito siriano libero.
Nell'ultimo messaggio del 21 luglio 2015 aveva raccontato di aver ricevuto minacce di morte.
Arrestata con l'accusa di essere una spia dell'Esercito siriano libero, Raqia Hassan fu uccisa ad al-Raqqa probabilmente nel settembre 2015, ma la conferma da parte degli attivisti "Raqqa is Being Slaughtered Silently" è arrivata solo nei primi di gennaio 2016. Nei giorni precedenti l'ISIS aveva comunicato di aver giustiziato cinque giornalisti con l'accusa di spionaggio.